# Ume
Ume (Prunus mume) (ume (梅 うめ?) este caisul japonez (numit câteodată și „prun japonez”). Este o specie a prunului asiatic atingând o înălțime de până la 6 metri. Este cultivat atât în grădini cât și în livezi.
Ume este strâns asociat cu cultura japoneză, fiind deseori menționat în poezii ca simbol al primăverii care se apropie.
Ume își are originea în China (în limba chineză este numit  méi (梅), dar există din timpuri străvechi atât în Japonia cât și în Coreea (în limba coreeană se numește 매실나무maesil namu). Pomul este cultivat atât pentru fruct cât și pentru flori. Cu toate că este deseori numit "prun", el este mai degrabă înrudit cu caisul. Un alt fruct deseori numit prun japonez este sumomo (Prunus salicina).
Nu există decât o specie de "ume", dar mai mult de 300 de varietăți au fost cultivate.
Pomii înfloresc iarna, de la sfârșitul lunii ianuarie până prin aprilie, și au flori cu cinci petale, cu diametrul de 1–3 cm. Culoarea florilor este de la alb (hakubai) la roșu închis (kōbai). Frunzele apar la scurt timp după ce se scutură petalele. Fructul are o canelură de la peduncul până sus este mai puțin dulce decât prunele sau caisele europene. El coace simultan cu venirea sezonului ploios în Japonia, unde sezonul se numește 梅雨 (ばいう・つゆ baiu?, tsuyu), adică "ploi ume". Din fructul necopt se poate face vin, oțet sau ume murat în sare (umeboshi). În trecut fructul a fost folosit și pentru vopsit, iar afumat sau copt în cenușă este și astăzi folosit ca remediu popular împortiva vomitatului, a viermilor intestinali, a febrei, a tușitului, a răcelii etc. Coaja lemnului este și ea folosită pentru vopsit, iar lemnul pentru lucrări în lemn.

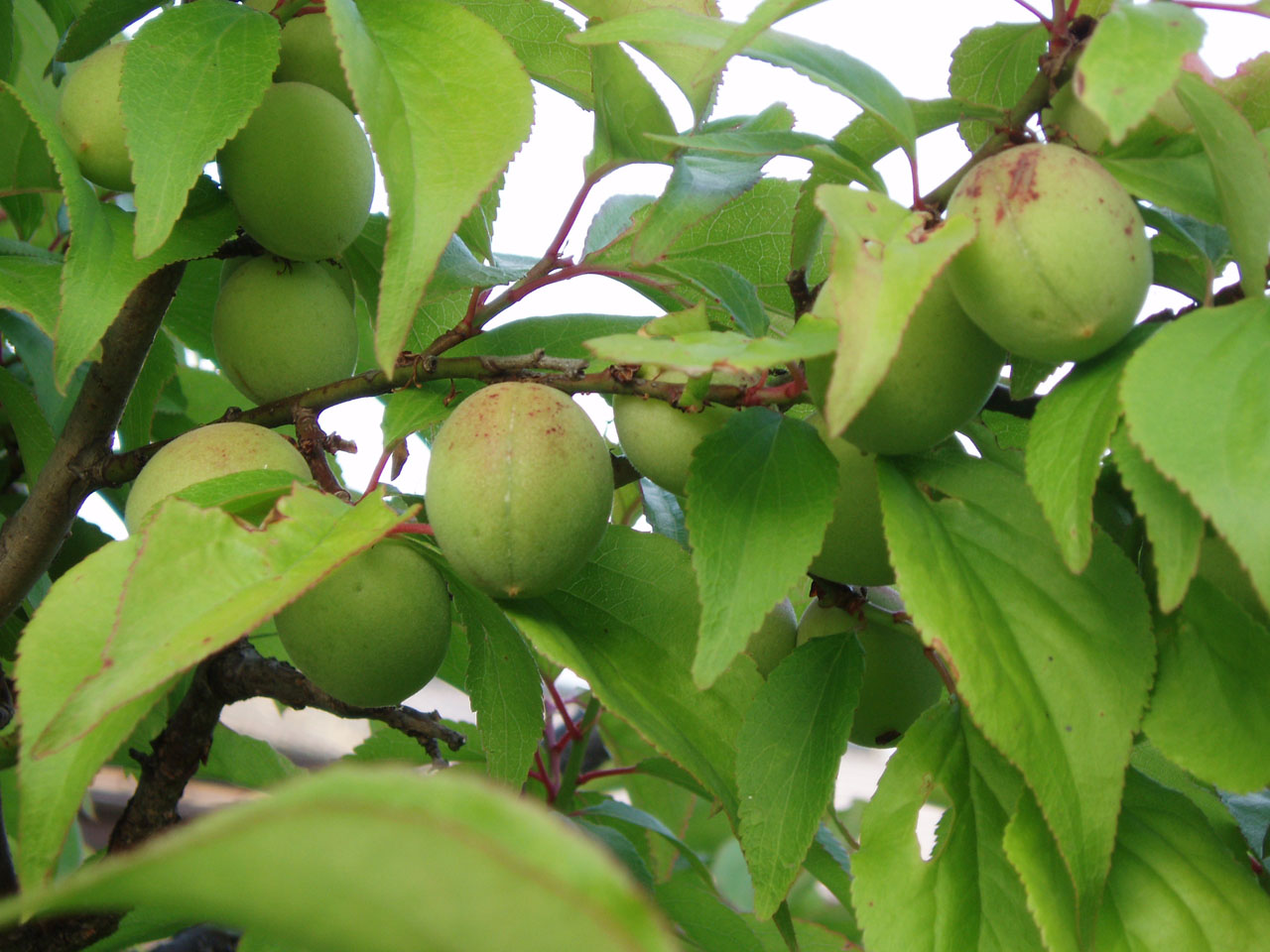
Fructul necopt
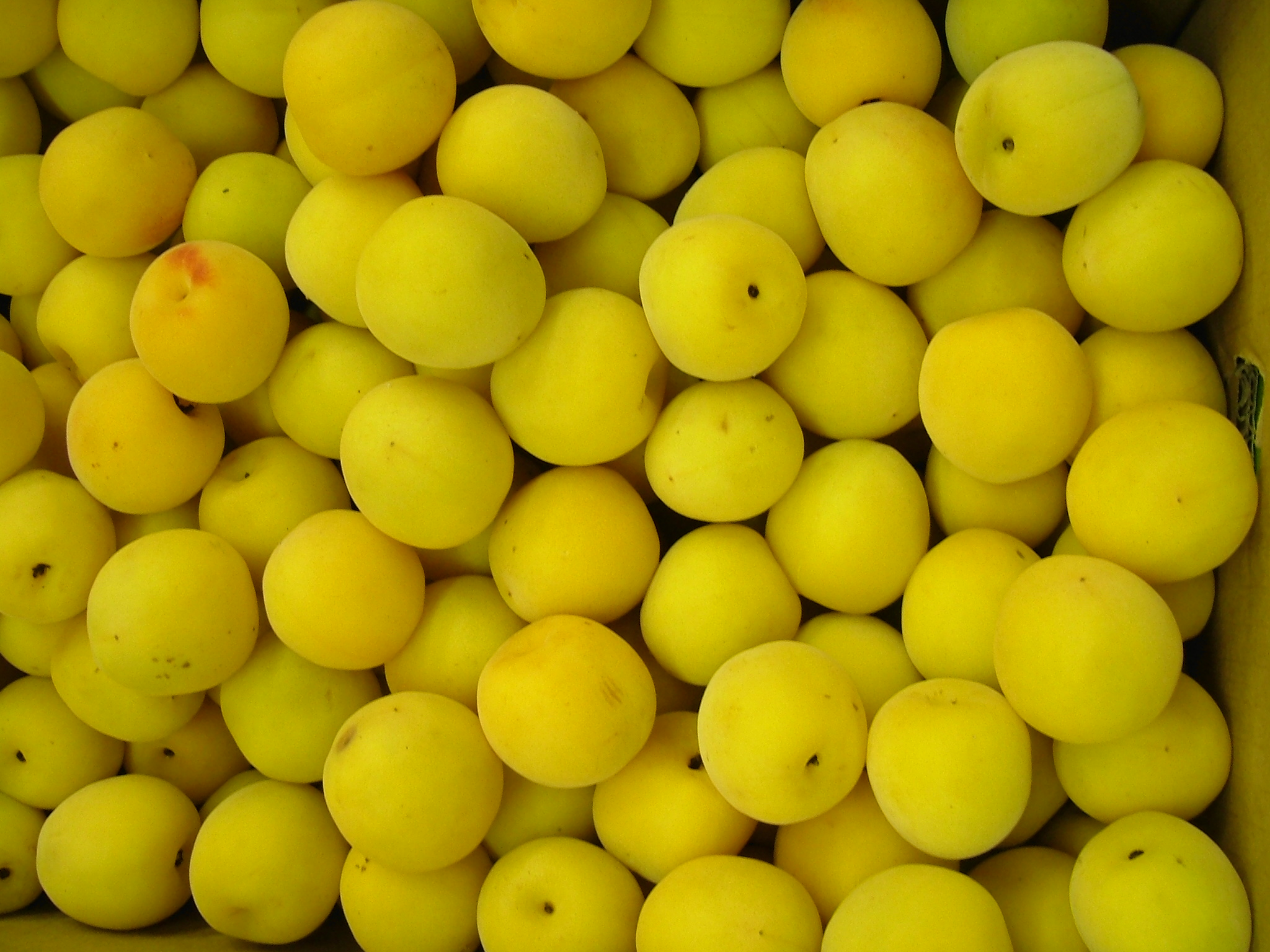
Fructul copt
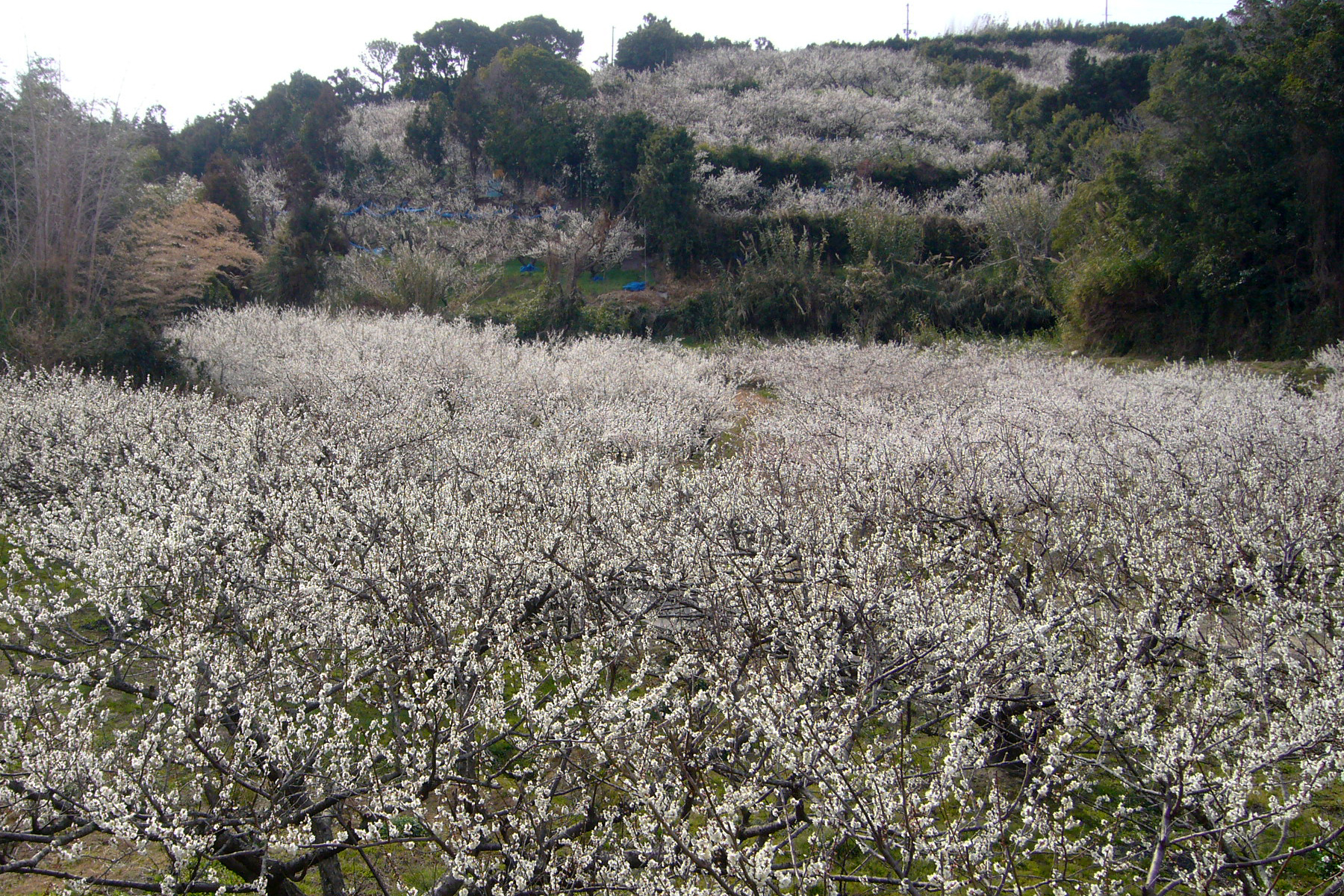
Livadă de ume în prefectura Wakayama
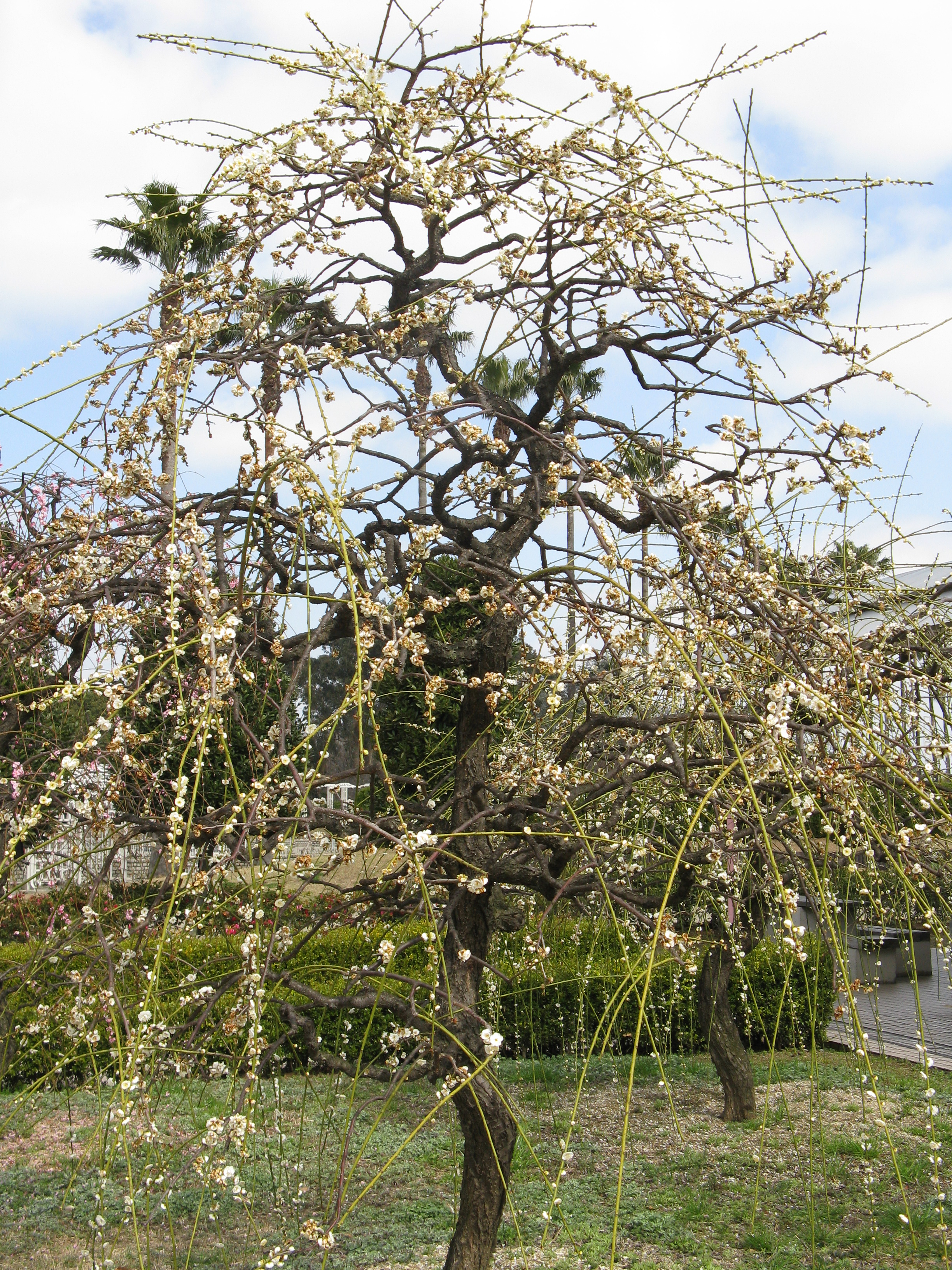
Prunus pendula
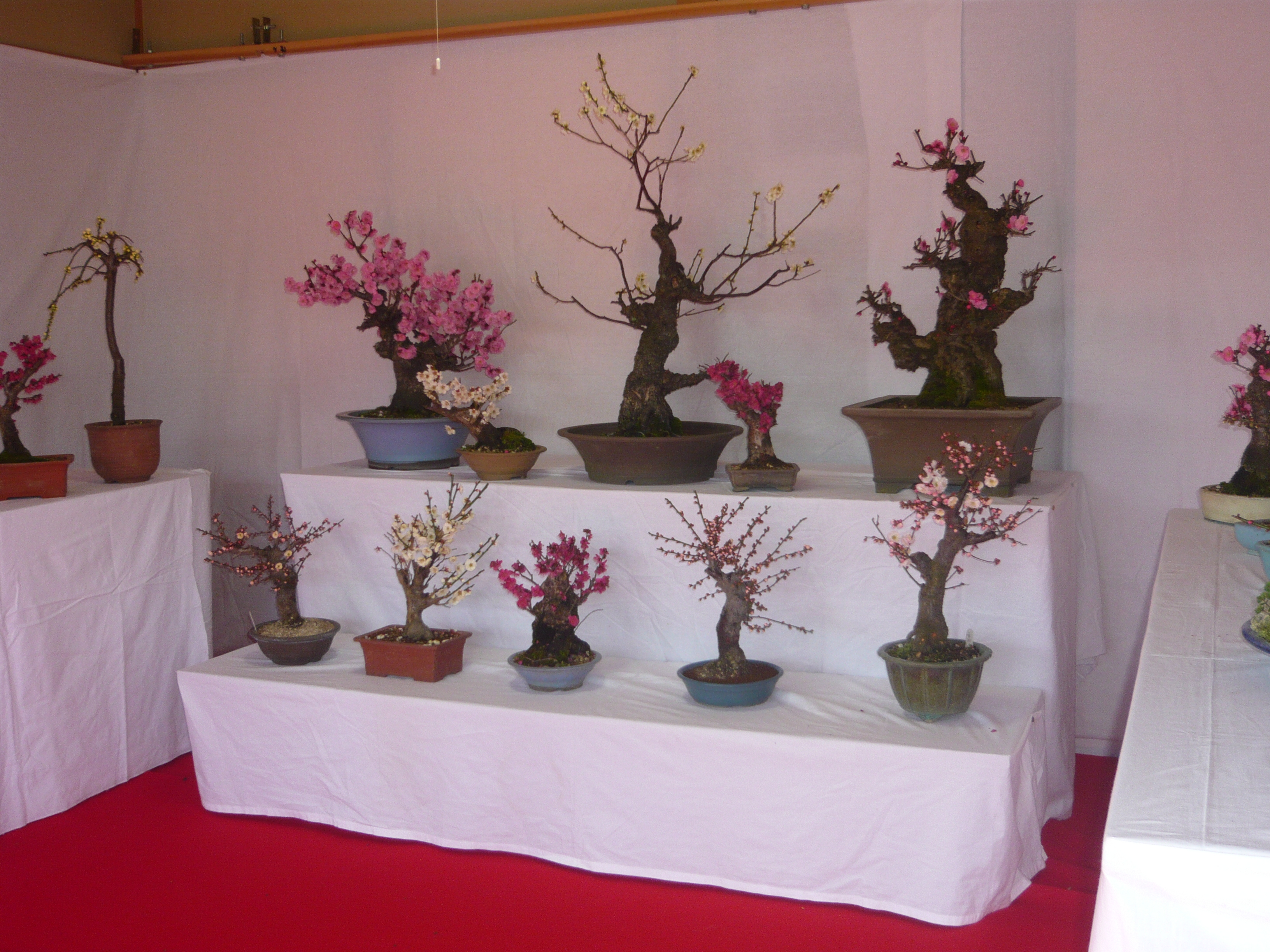
Bonsai de ume
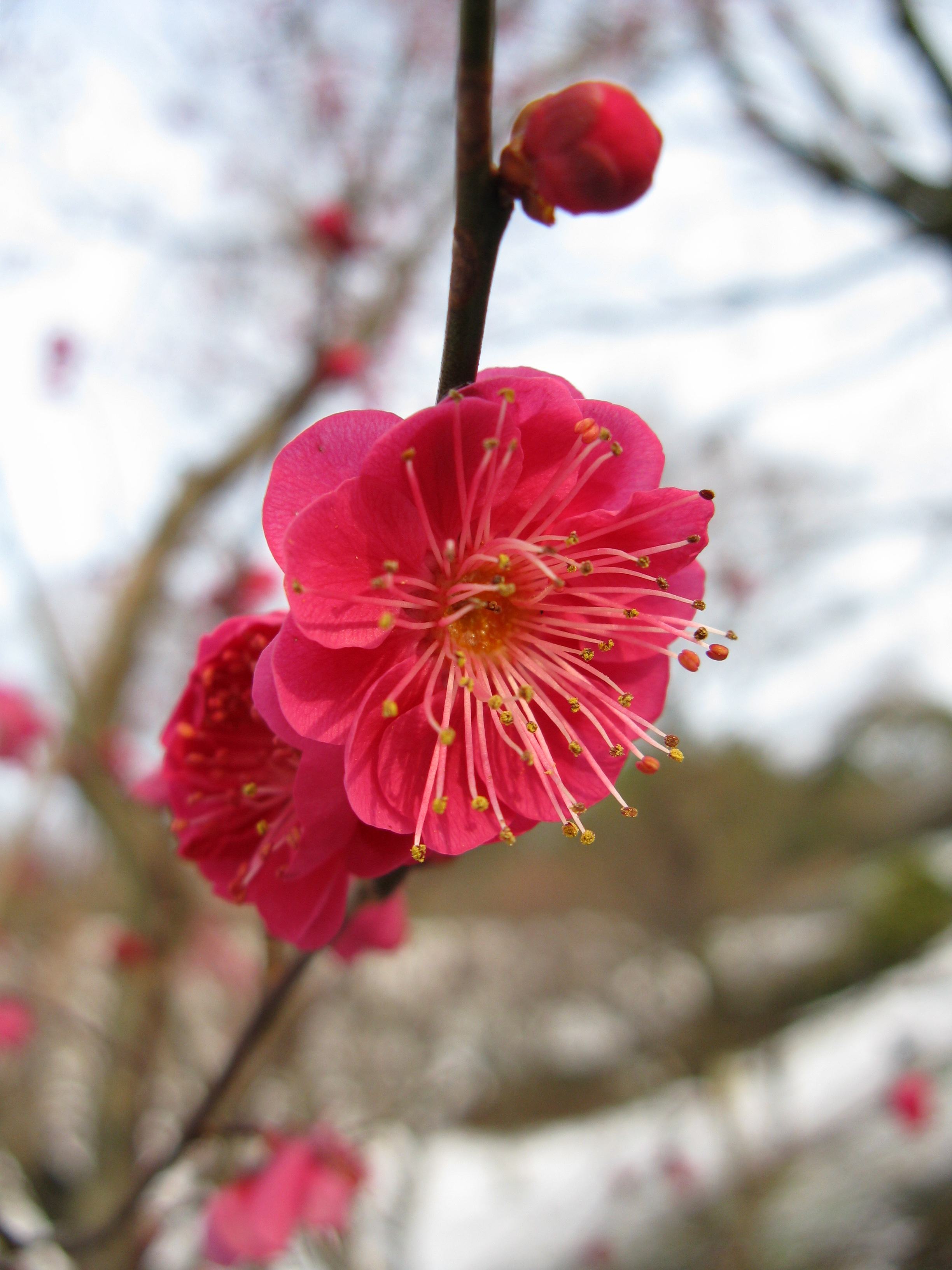
Ume roşu (kōbai)
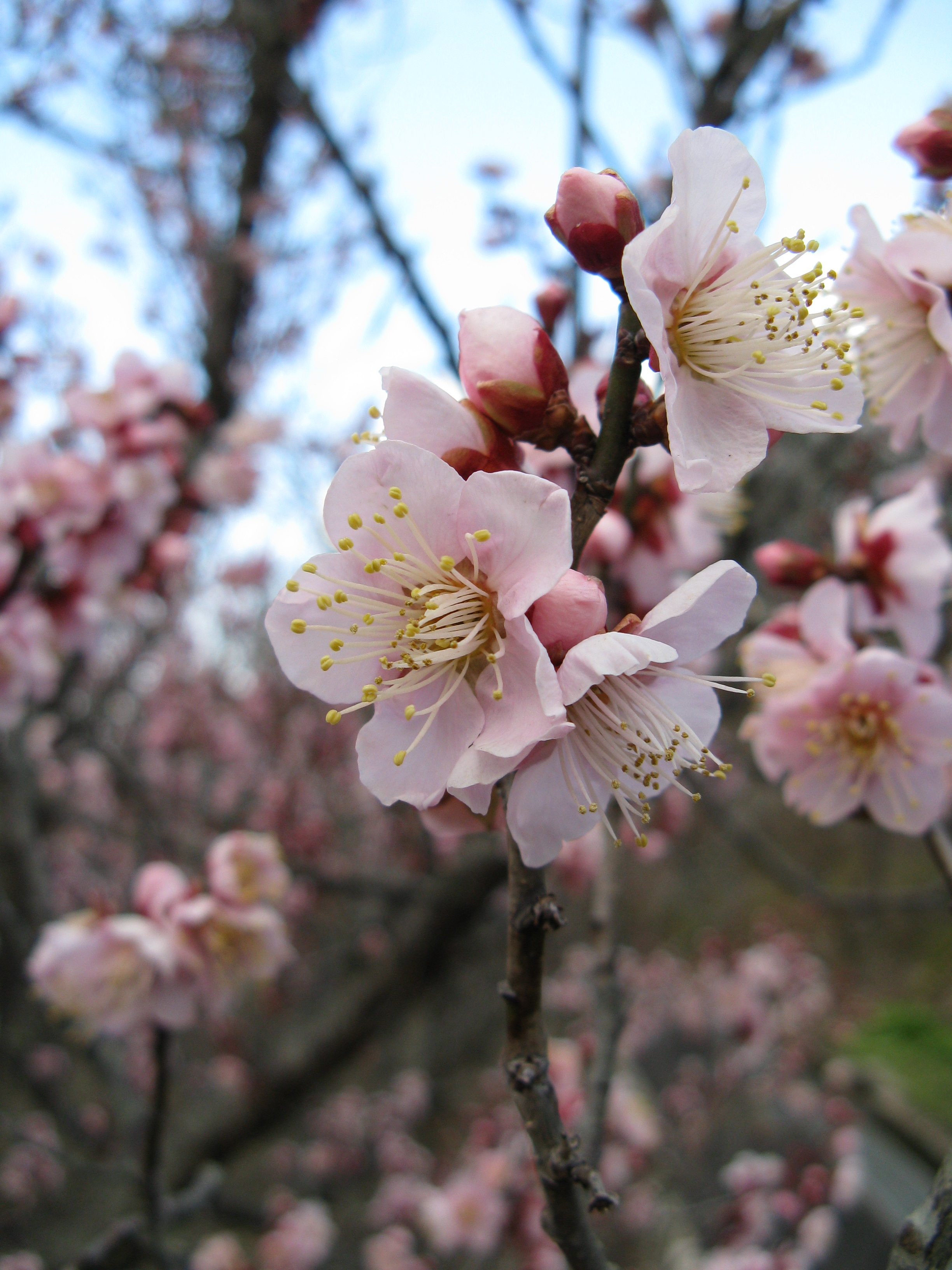
Ume roz
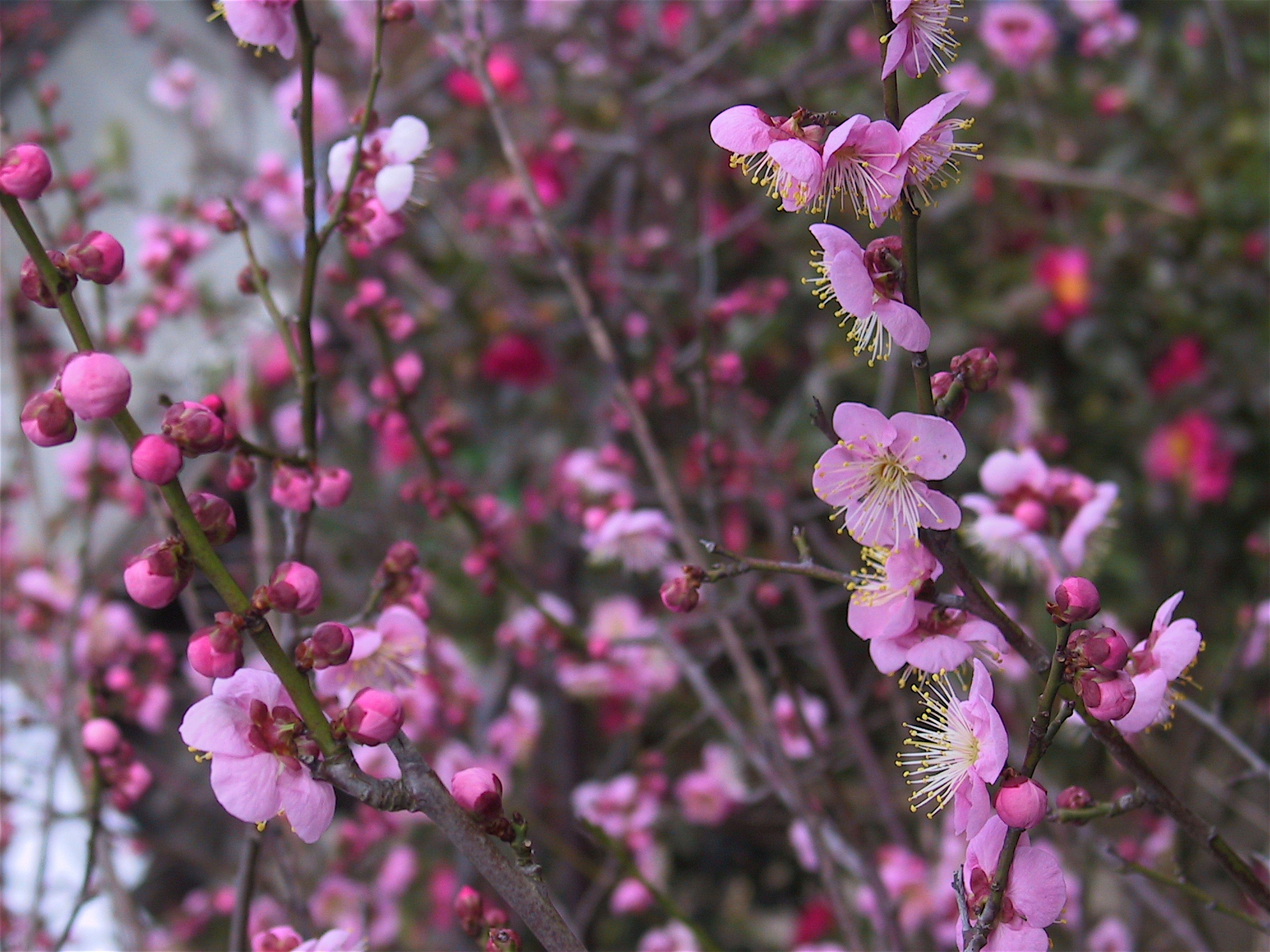
Ume Kyoto
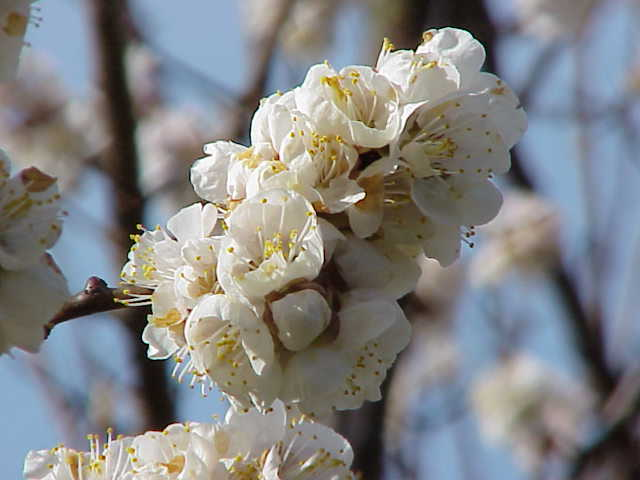
Ume alb (hakubai)
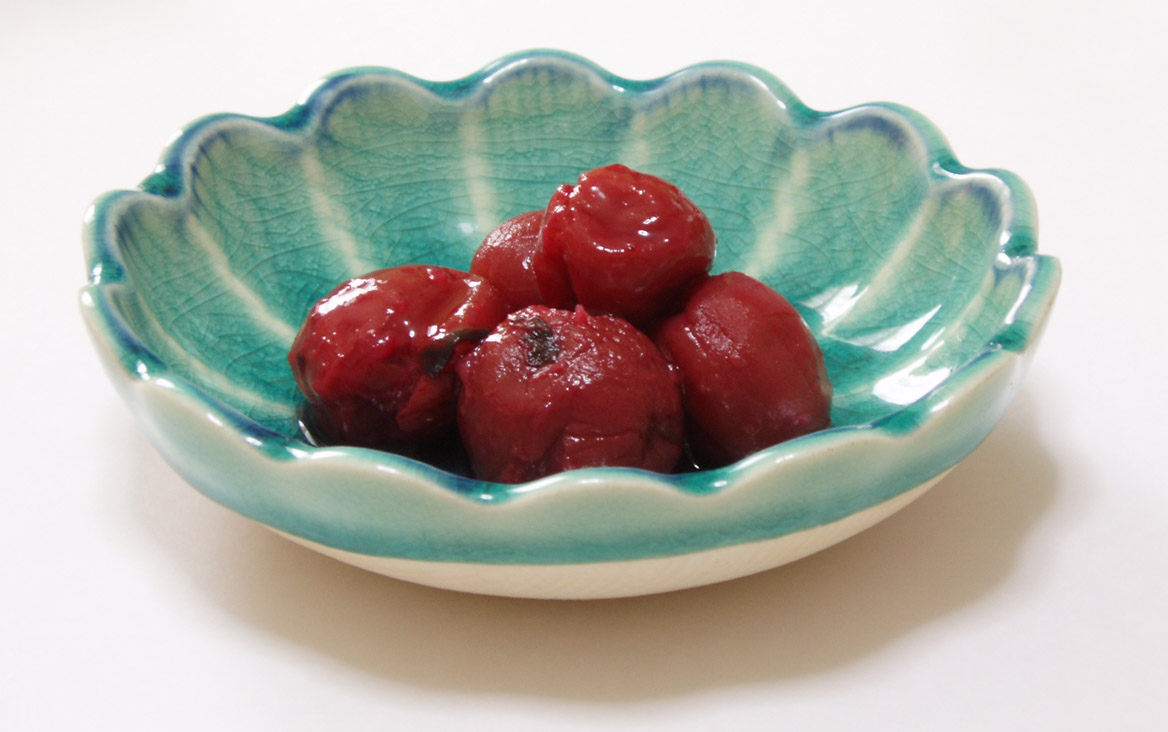
Ume murat (umeboshi)
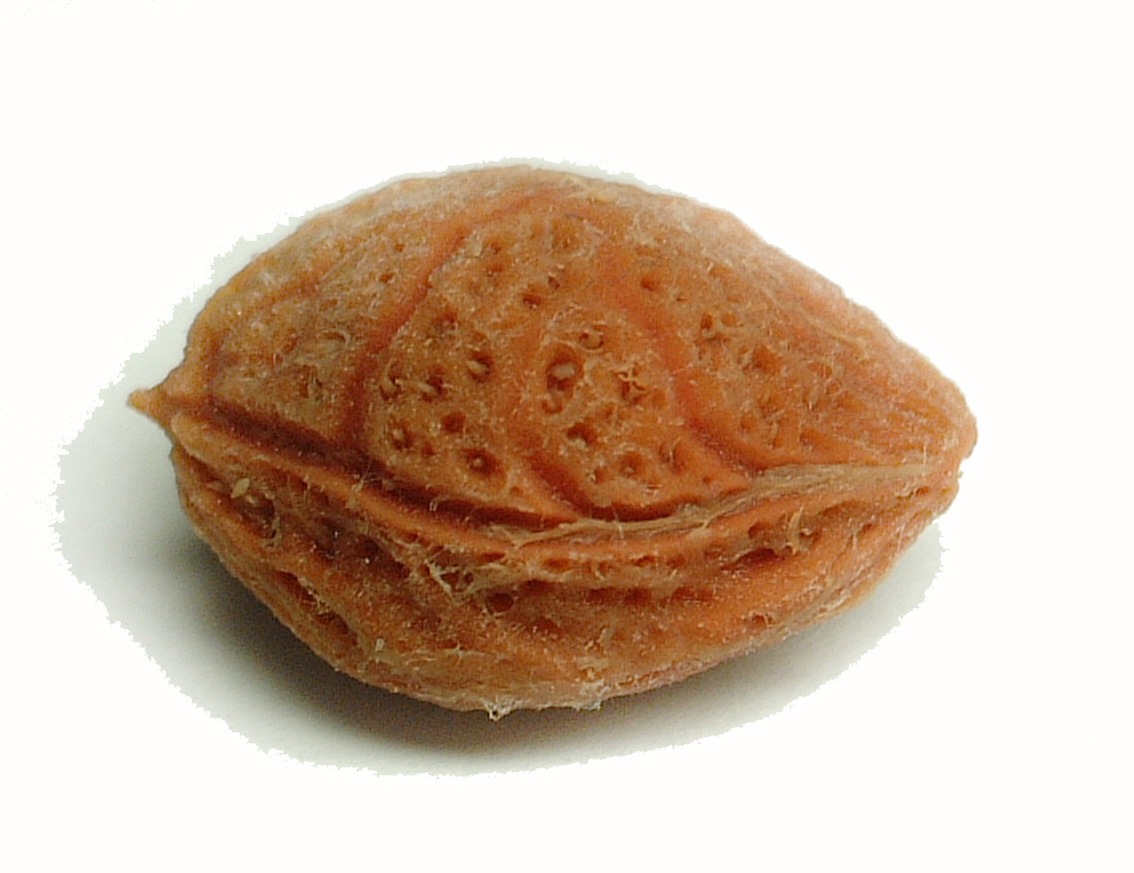
Sâmbure de ume
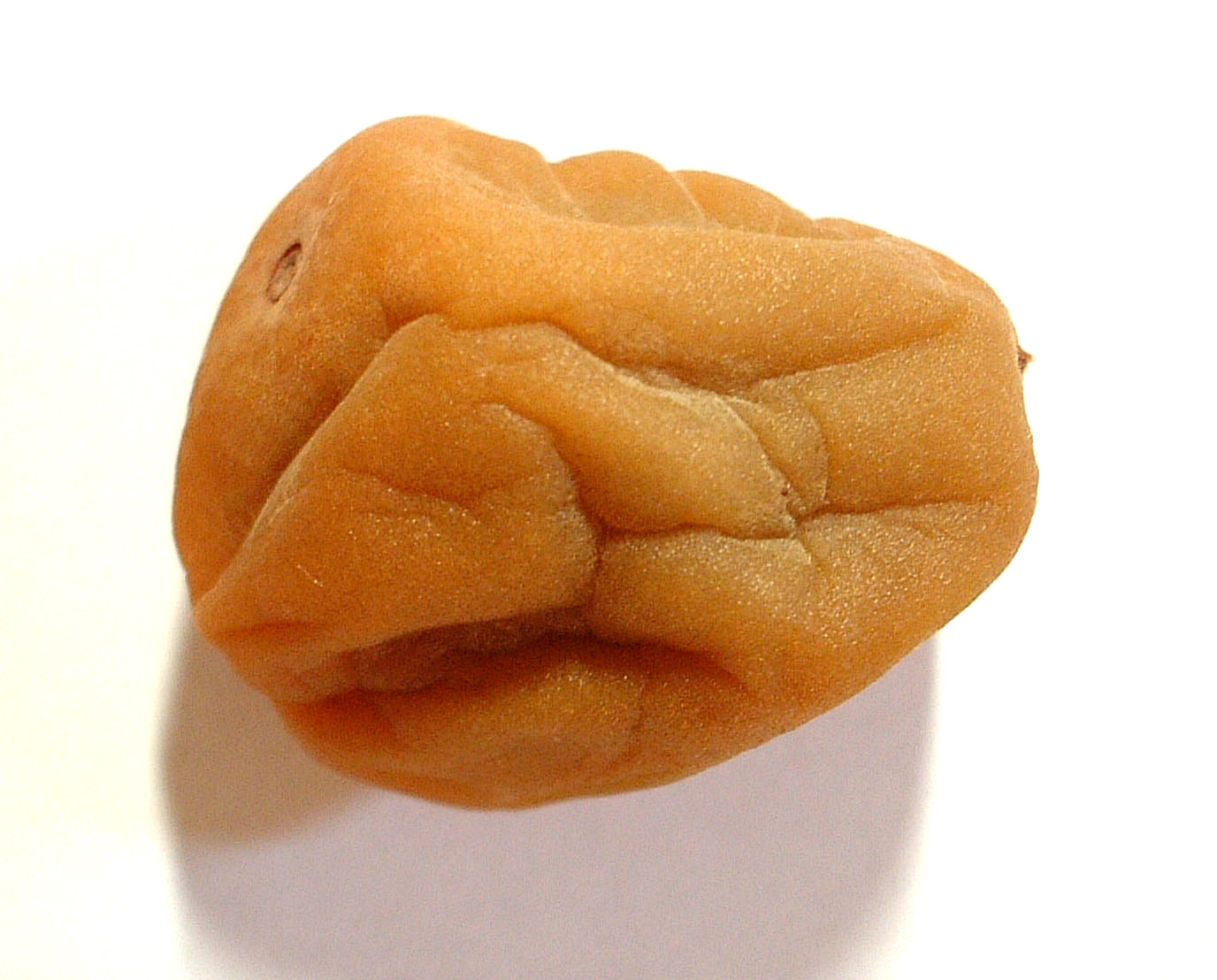
Ume murat (umeboshi)
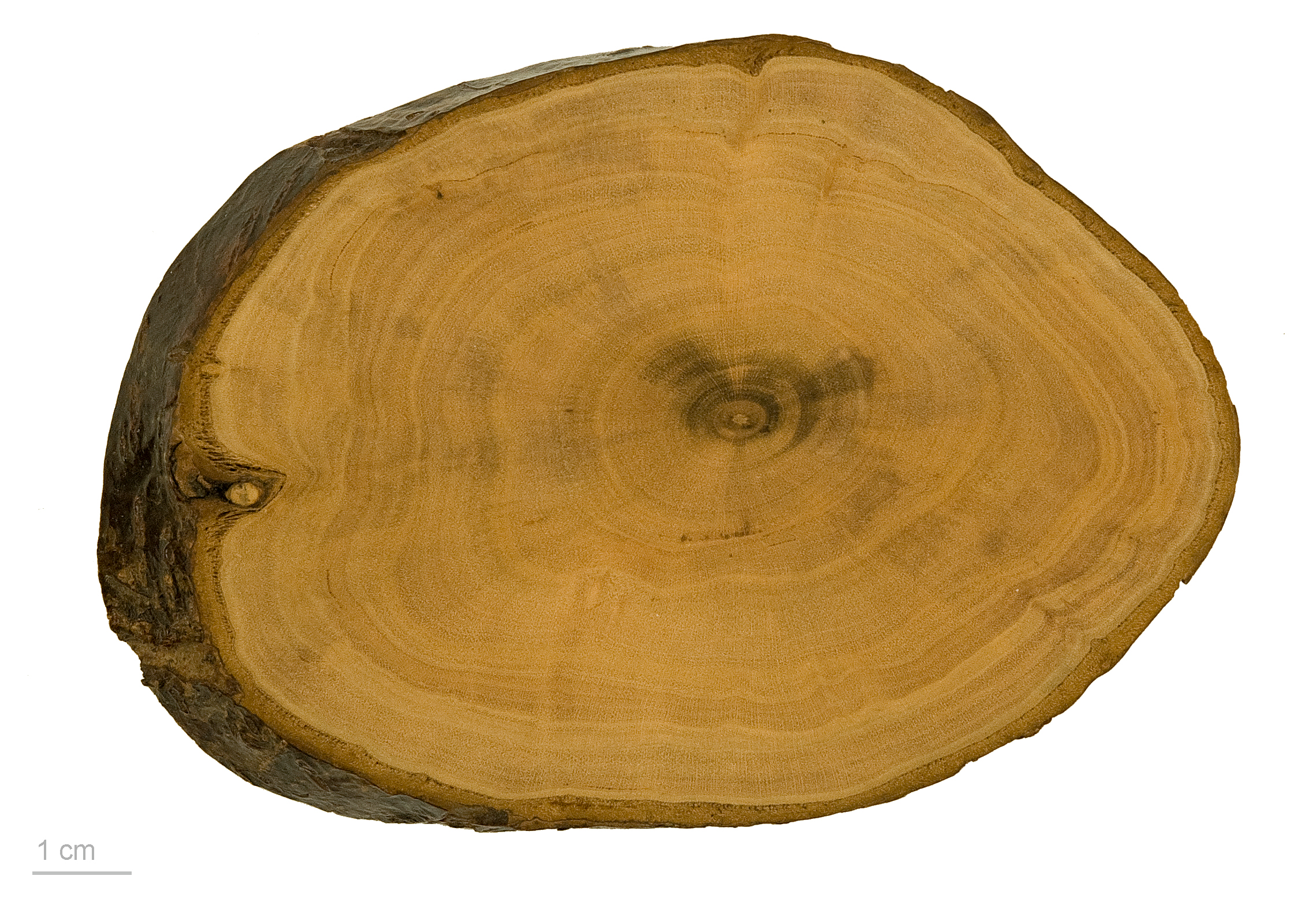
Prunus mume - Museum specimen